# 卡利塞亚
卡利塞亚（希臘語：Καλλιθέα）是希臘阿提卡大區南雅典专区的市镇。2001年普查時人口数量为109,609人，为雅典都市區內人口第四多及整个希腊人口第八多的城市，人口密度也很高。1896年奧運會和2004年奧運會均有比賽在這裡舉行。奧運會使城市得到了很大的發展。

## 友好城市
- 法國 萨特鲁维尔